# LÍF Leirvík
LÍF Leirvík, originálním názvem Leirvíkar Ítróttarfelag (česky Leirvický sportovní klub), byl faerský fotbalový klub z Leirvíku založený roku 1928. Zanikl v listopadu 2007, kdy byl společně s týmem GÍ Gøta sloučen do nového klubu Víkingur Gøta.
Během své existence hrál v letech 1982–1989 a v roce 1993 v nejvyšší faerské lize. Největším úspěchem klubu je účast ve finále fotbalového poháru Faerských ostrovů v roce 1986, kde podlehl týmu NSÍ Runavík 1:3.